# Étienne Jeaurat
Pour les articles homonymes, voir Jeaurat.
Étienne Jeaurat, né le 9 février 1699 à Paris et mort le 14 décembre 1789 à Versailles, est un peintre et dessinateur français.

## Biographie
Né dans une maison au coin des rues Saint-Victor et des Fossés Saint-Victor, où son père, Nicolas Jeaurat et sa mère, Marie Bourdillat, tous deux originaires de Vermenton, exerçaient le commerce de vins à l’enseigne de la Tête-Noire, et baptisé à Saint-Nicolas-du-Chardonnet le lendemain de sa naissance, Jeaurat fut orphelin à un très jeune âge. Élève le plus distingué du peintre Nicolas Vleughels qui l’a formé et emmené avec lui en Italie en 1724, lorsqu’il fut nommé directeur de l’école de Rome, il a fait une excellente carrière officielle : agréé en 1731 par l’Académie Royale, il fut reçu, le 24 juillet 1733 en qualité de peintre d’histoire, avec l’aventure de Pyrame et Thisbé comme morceau de réception. Passé professeur en 1743, il devint recteur en 1765 et chancelier en 1781. Il exposa à tous les salons de 1737 à 1769. Il fut, en outre, garde du Cabinet du Roi à Versailles à partir de 1767.
Son frère aîné, Edme, était graveur. Le fils de ce dernier, Nicolas Henry Jeaurat, également peintre, a étudié sous son oncle.
Les principaux graveurs à avoir travaillé, au XVIIIe siècle, d’après Jeaurat, sont : Tardieu, Lépicié, Claude-Augustin Duflos, Lempereur, Pasquier, Aliamet, Dominique Sornique (d) , Beauvarlet, Simon, Bonnet, Lucas, Aubert, Gaillard, Fessard, Daullé et son frère Edme Jeaurat. On trouve deux tentures d’après Jeaurat parmi les travaux exécutés de 1750 à 1791 à la manufacture des Gobelins : l’une en sept pièces, de l’Histoire de Daphnis et Chloé, l’autre, en quatre pièces, représentant des Fêtes de village. Les modèles de ces tentures avaient été exécutés d’après des commandes particulières de l’entrepreneur Audran.

## Réception

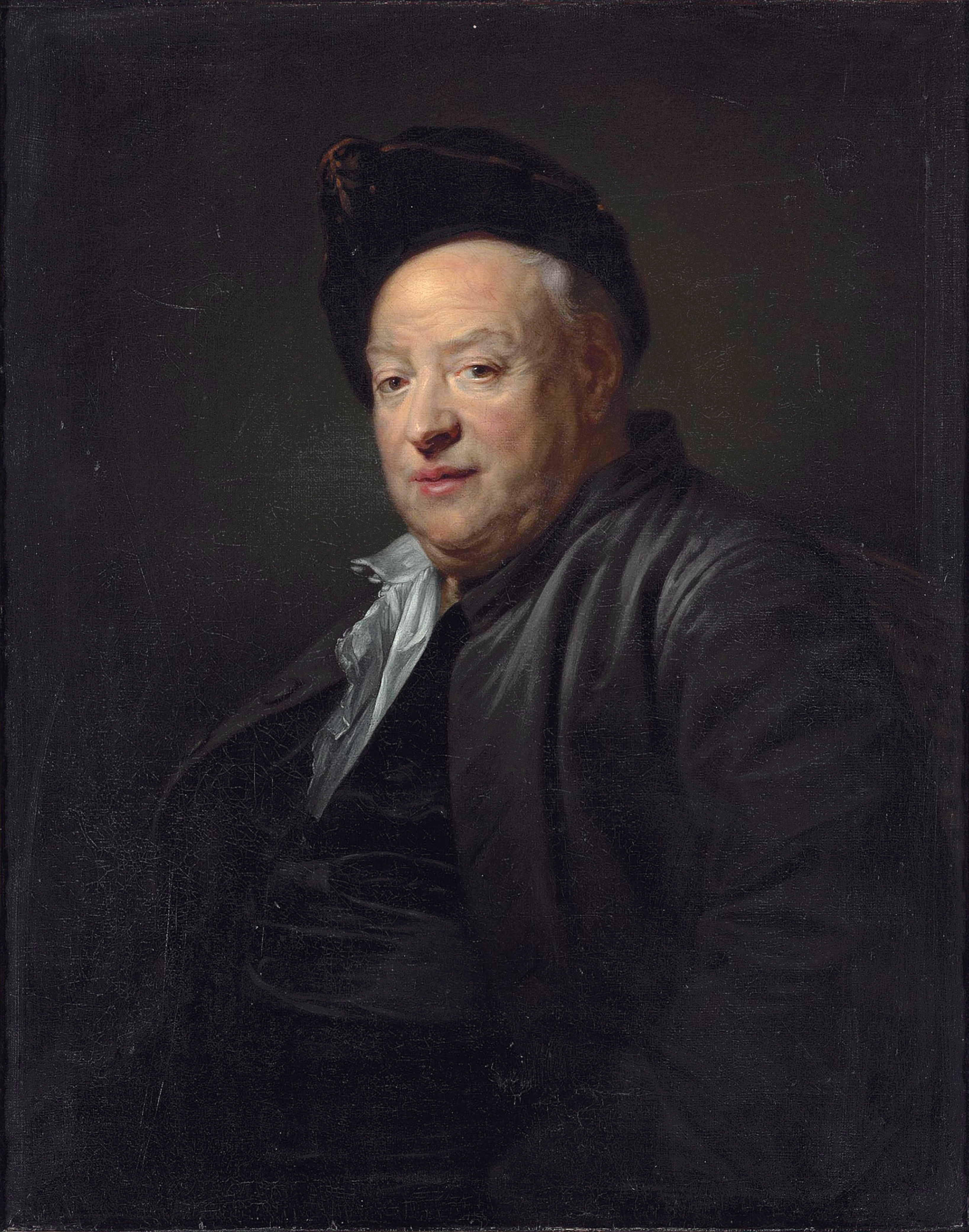
Étienne Jeaurat par un anonyme de l’entourage de Jean-Baptiste Greuze en 1769, Paris, musée du Louvre.

Jeaurat tenta d’imiter Chardin, quoique avec moins de justesse dans l’observation et moins de légèreté dans la main, mais c’est moins sa qualité de peintre d’histoire que la scène de genre, et mieux encore dans les tableaux de conversation, dans le style de Teniers, qui fit le succès de Jeaurat avec des scènes de genre « charmantes […] pleines de mouvement et saisissantes de vérité » dépeignant la rue parisienne ou la vie domestique comme dans ses Écosseuses de pois, ses Éplucheuses de salade ou son Déménagement du peintre. Sa Conduite des filles de joie à la Salpêtrière, qui a été louée dans la critique du Salon de 1757 du Mercure de France, reste sans doute son œuvre la plus connue, et ses tableaux sur la vie des rues de Paris restent des documents pittoresques et précieux. Le choix de ces sujets lui a valu d’être appelé le Vadé de la peinture par Diderot. Jeaurat, qui rencontrait Vadé aux dîners de la Société du bout du banc chez Jeanne-Françoise Quinault a, en effet, sûrement subi l’influence du « genre poissard » pratiqué par Vadé, Piron, Collé Panard ou le Caylus. Jeaurat a peint le Poète Piron à table avec ses amis Gallet et Collé, regardé comme un des meilleurs ouvrages du peintre. Selon Ch. Blanc, Jeaurat manquait néanmoins « de verve, d’entrain, de ce que Diderot appelait « le diable au corps ». Ses compositions trahissent la gêne, sa gaité a quelque chose de forcé et de louche comme les parades de Vadé. »
Selon La Fizelière, au salon de 1763, Madame de Pompadour désola van Loo, qui l’escortait en lui expliquant les tableaux, lorsque la marquise passa devant ses Grâces enchainées par l’amour sans les remarquer. Quelqu’un lui dit : « Quoi, Madame, ne faites-vous donc pas attention aux Grâces de M. Van Loo ? — Ça, des Grâces ? fit-elle dédaigneusement ; ça, des Grâces ! » et elle pirouetta sur ses talons pour aller admirer une seconde fois les Citrons de Javotte de Jeaurat:15.

## Œuvres choisies
- Aristote et Campaspe, Musée des beaux-arts de Dijon ;
- Bain de femmes, Musée des beaux-arts de Bordeaux ;
- Étienne Aubry, Musées des Beaux-Arts de San Francisco, 1771 ;
- Jeu de paume dans une prairie, Musée des Ursulines de Mâcon ;
- Jeune dessinateur, musée du Louvre ;
- L’Accouchée, musée de l'Ermitage, 1744 ;
- Le Charlatan, musée Jeanne d'Aboville de La Fère ;
- La Conduite des filles de joie à la Salpêtrière, Musée Carnavalet, 1755 ;
- Le Poète Piron à table avec ses amis Gallet et Collé, Musée du Louvre ;
- Diogène brisant son écuelle ;
- Intérieur de cuisine, musée d’Orléans ;
- Noce de Daphnis et de Chloé, 1737 ;
- rencontre d’Esaii et de Jacob, 1737 ;
- Laban qui cherche ses dieux, 1737 ;
- Les Nymphes tutélaires du pays, 1737 ;
- Diane surprise au bain par Actéon, 1737 ;
- Le Repos de Diane, 1738 ;
- Le Départ d’Achille pour aller venger la mort de Patrocle, 1738, Musée des beaux-arts de Cambrai ;
- Un Jeune garçon jetant de l’eau par une fenêtre avec une petite seringue, 1739 ;
- Jeune homme jetant des noyaux de cerise par une fenêtre, 1739 ;
- Vendanges de Daphnis et Chloé, 1741 ;
- Repos de Cérès, 1741 ;
- L’Amour de la chasse, 1741 ;
- L’Amour du vin, 1741 ;
- Bain de femme, 1741 ;
- Repos de Vénus, 1742 ;
- Vénus et Adonis, 1742 ;
- L’Annonciation, 1743 ;
- Amours pastorales de Daphnis et Chloé, 1745 ;
- le Sommeil de Chloé, 1745 ;
- Chloé qui se baigne dans la caverne des nymphes, 1745 ;
- Lycœnion caché, 1745 ;
- Chloé qui couronne Daphnis de violettes, 1745 ;
- L’Accouchée, 1745 ;
- La Relevée, 1745 ;
- Le Goutteux, 1745 ;
- Saint Pierre guérissant un boiteux à la porte du Temple, 1746 ;
- Diogène voyant un jeune garçon boire dans le creux de sa main, 1747 ;
- Noce de village, 1753 ;
- Achille qui laisse à Thélis, sa mère, le soin des funérailles de son ami Patrocle, 1753 ;
- Deux Savoyardes, 1753
- Femme qui épluche de la salade, 1753 ;
- La Place Maubert, 1753 ;
- Une Foire de village, 1753 ;
- La Visitation, 1754 ;
- L’Atelier d’un peintre, 1755 ;
- Un Enlèvement de police, 1755 ;
- Un Déménagement, 1755 ;
- Prométhée, 1757 ;
- Le Carnaval des rues de Paris, 1757 ;
- La Conduite des filles de joie à la Salpêtrière, 1757 ;
- Les Écosseuses de pois de la Halle, 1757 ;
- Inventaire du pont Saint-Michel, 1757 ;
- Chartreux en méditation, 1759 ;
- Émir conversant avec son ami, 1759 ;
- Femmes qui s’occupent dans le sérail et prennent leur café, 1759 ;
- Pastorale, 1759 ;
- Jardinier, 1759 ;
- Jardinière, 1759 ;
- Le Songe de saint Joseph, 1761 ;
- Peintre chez lui, faisant le portrait d’une jeune dame, 1763 ;
- Les Citrons de Javotte, 1763 ;
- Un Pressoir de Bourgogne, 1769 ;
- Veillée de paysannes, 1769 ;
- Femme convalescente, 1769.

## Dessins
Beaux-Arts de Paris :
- Vue de l'intérieur du Colisée[17], plume et lavis d'encre brune, plume et encre de Chine, rehauts de gouache blanche au pinceau sur papier bleu rehaussé de lavis d'indigo, H. 0,250 ; L. 0,393 m.
- Vue de l'intérieur du Colisée[18], plume, encre brune, lavis brun, gouache blanche sur papier bleu rehaussé de lavis d'indigo, H. 0,391 ; L. 0,535 m.

Jeaurat est l'un des premiers pensionnaires de l'Académie de France à Rome à renouveler le genre de la vedute, en y introduisant une technique et une mise en page différentes. Jeaurat et son maître, Nicolas Vleughels, co-directeur de l'Académie de France, réalisent un grand nombre de dessins d'après nature à Rome.
- Villa romaine[20], plume encre brune, lavis brun et rehauts de gouache blanche sur papier bleu, H. 0,256 ; L. 0,199 m. Ce dessin ne représente pas une maison à l'intérieur du Colisée, comme l'indique l'annotation sur le montage. Il s'agit plus vraisemblablement d'une vue des environs du Forum ou du Palatin, soit une partie du couvent Sainte-Françoise-Romaine, soit une maison sur le mont Palatin[21].
- Vue de la Dogana Vecchia près de l'embarcadère du port de Ripa Grande au bord du Tibre[22], pierre noire, lavis brun, gouache blanche sur papier bleu rehaussé de lavis d'indigo, H. 0.245 ; L. 0,370 m. La Dogana Vecchia est l'un des sites les plus appréciés des artistes étrangers installés à Rome, qui le représentèrent en dessin et en gravure. Les artistes choisissent généralement une vue panoramique, mais Jeaurat opte pour un point de vue plus resserré et représente un lieu isolé, calme, presque abandonné[23].

### Galerie

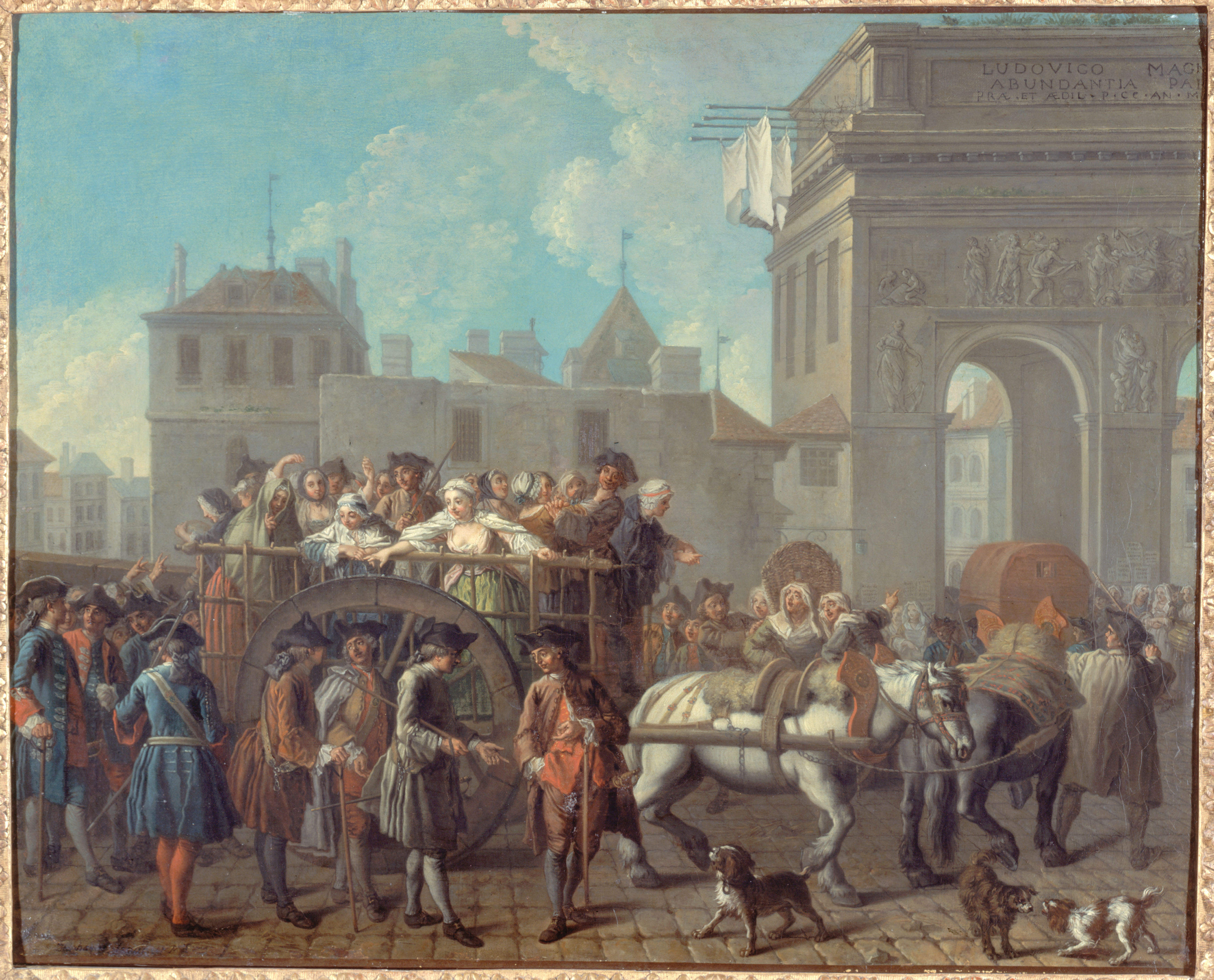
Conduite des filles de joie à la Salpêtrière.
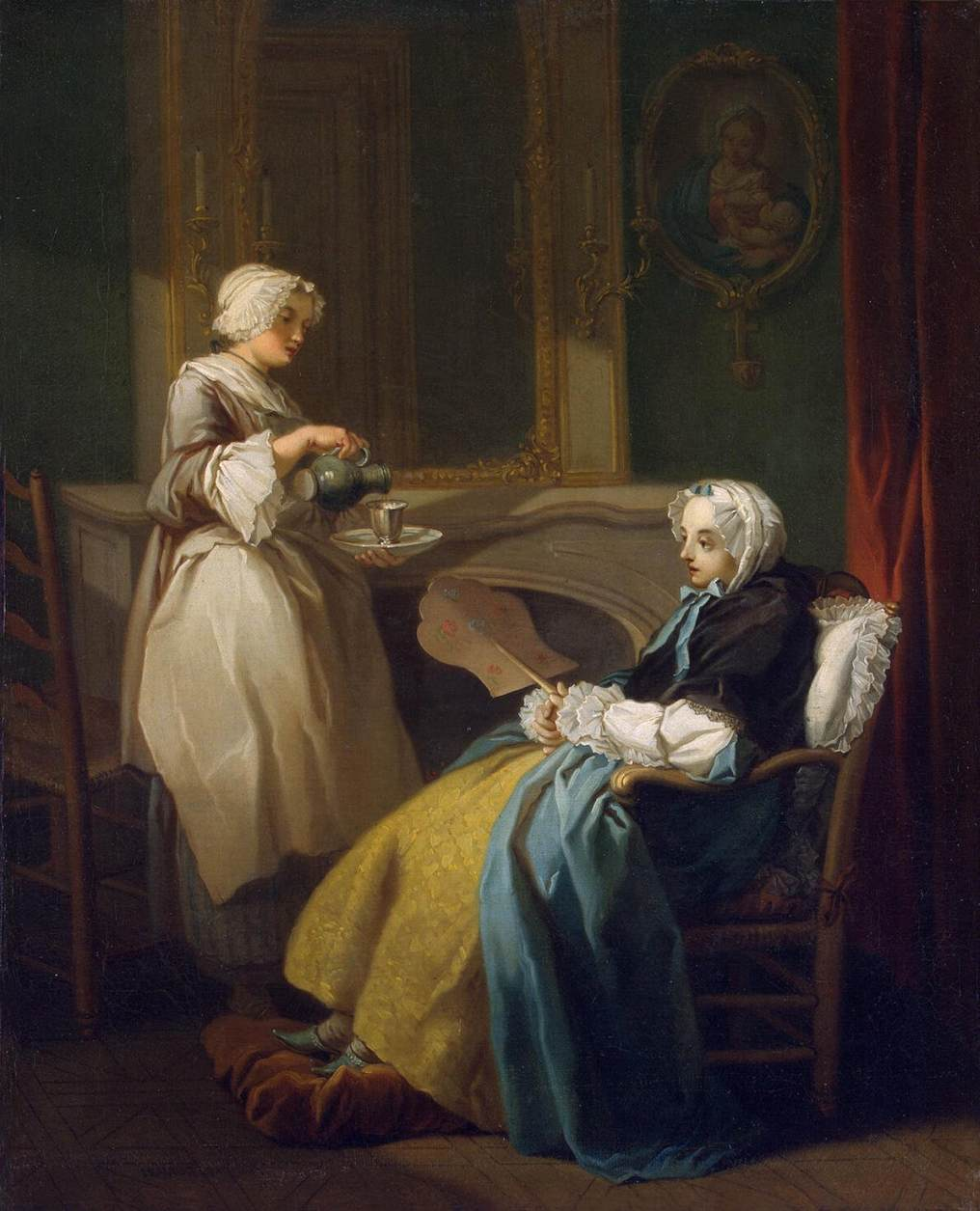
L’Accouchée.
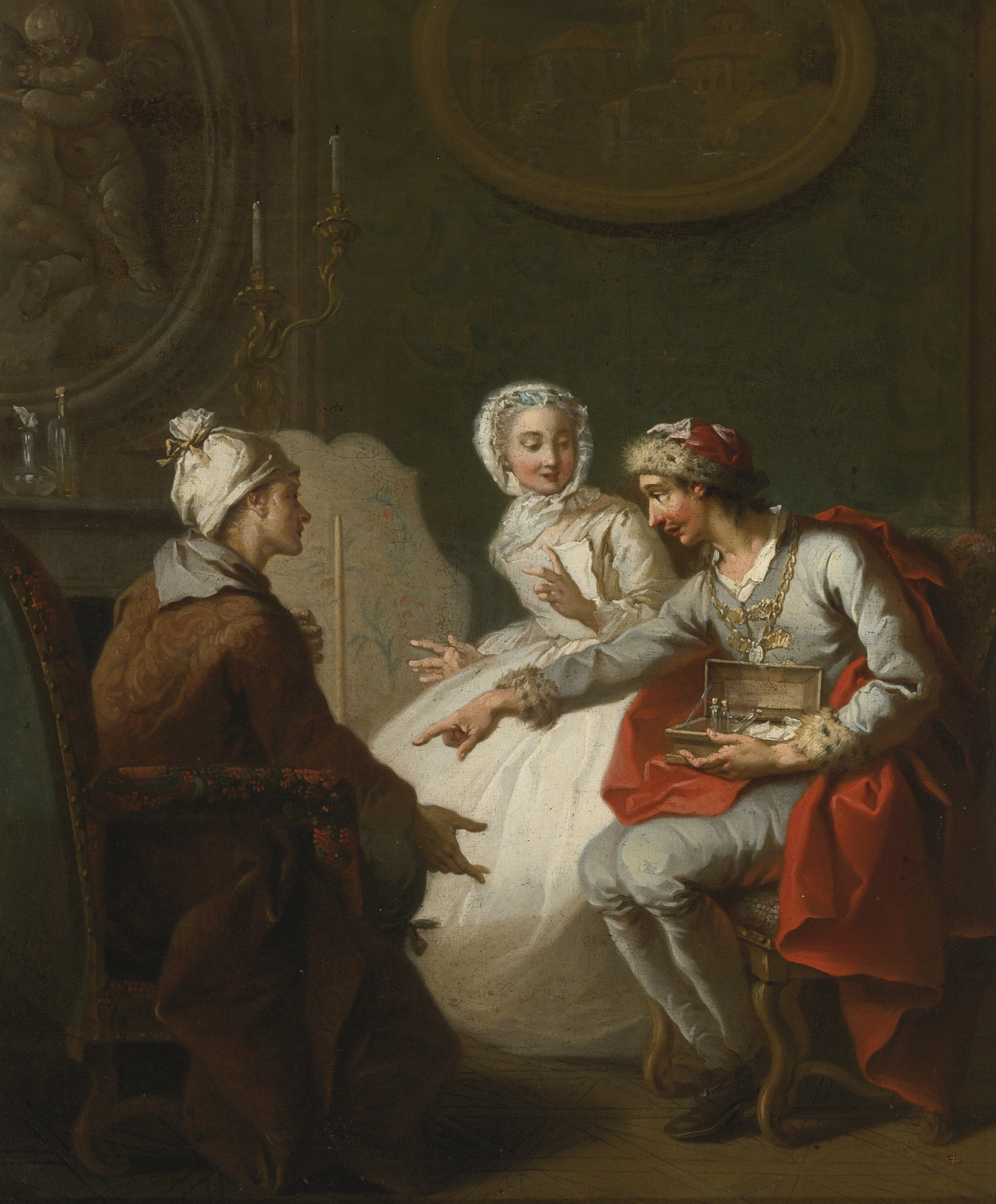
Le Marchand d’orviétan.
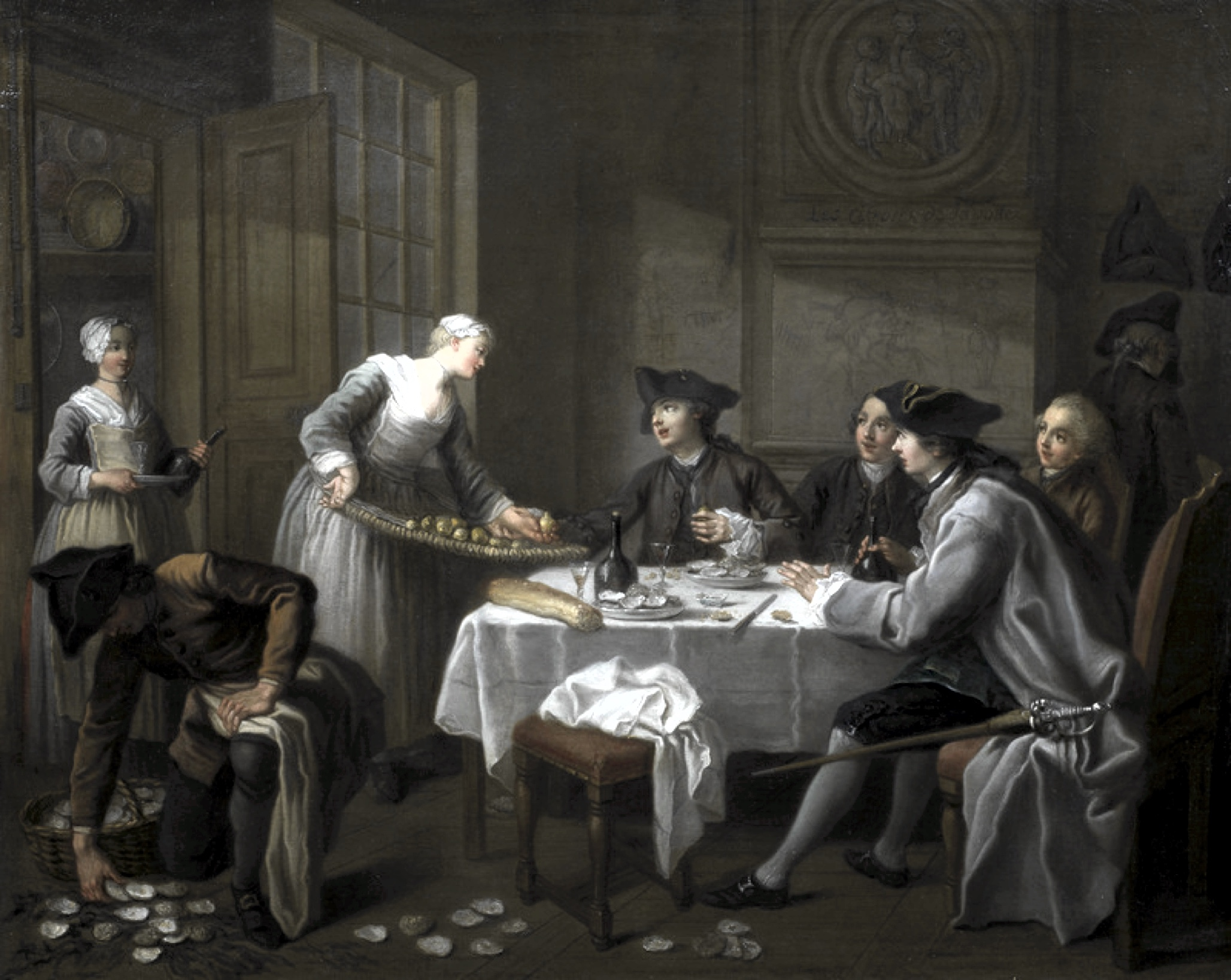
Les Citrons de Javotte.
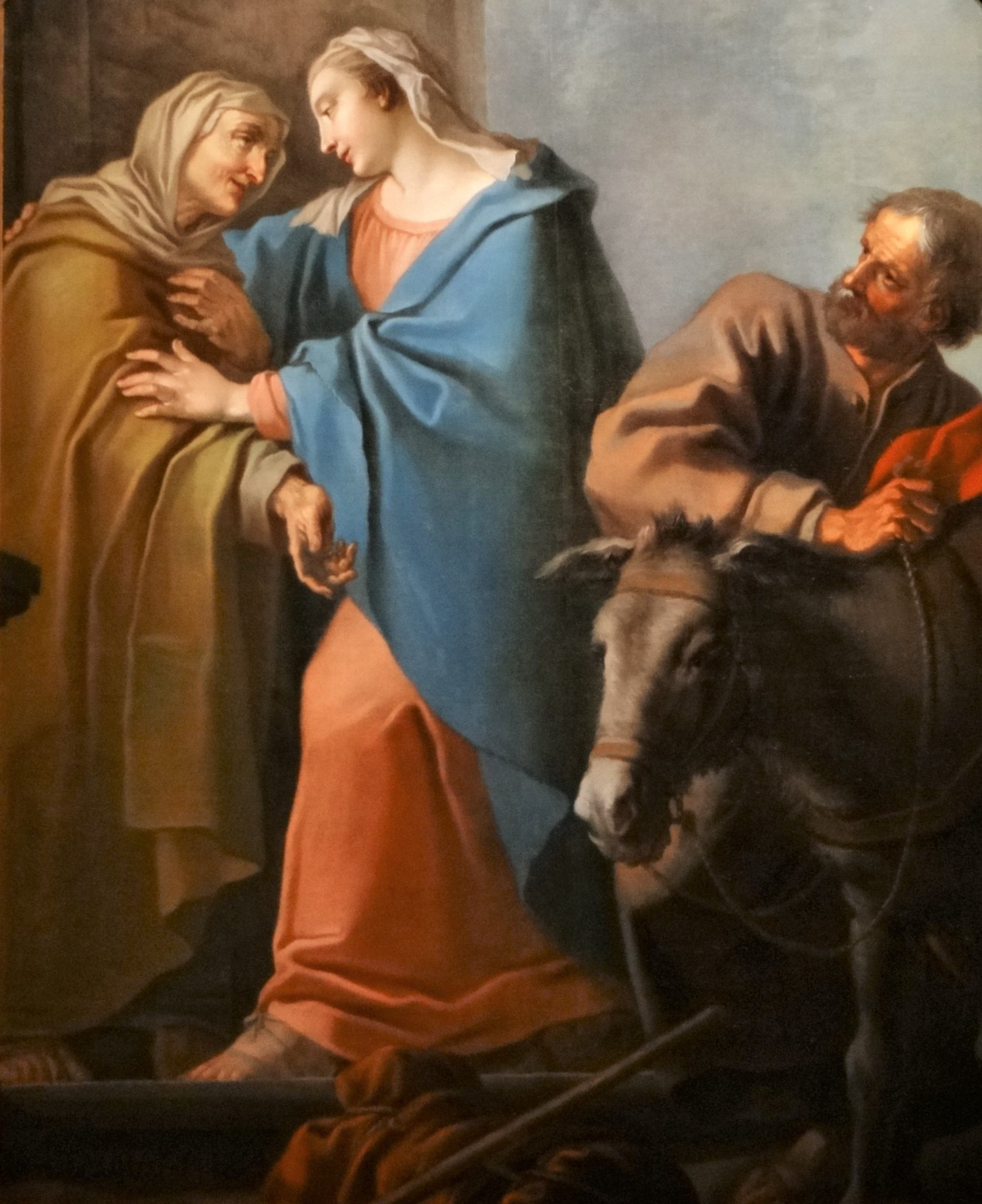
La Visitation.